# Boris Gawrilowitsch Schpitalny
Boris Gawrilowitsch Schpitalny (russisch Борис Гаврилович Шпитальный, wiss. Transliteration Boris Gavrilovič Špitalnyj; * 25. Julijul. / 7. August 1902greg. in Rostow am Don; † 6. Februar 1972 in Moskau) war ein sowjetischer Waffenkonstrukteur. Besonders bekannt wurde er durch die Entwicklung der Flugzeugwaffen SchKAS und SchWAK.

## Leben
Schpitalny begann sein Arbeitsleben 1919 als Maschinenhelfer, zeigte jedoch außergewöhnliches Talent und ging 1927 auf die Technische Hochschule in Moskau. Danach wechselte er zum Mechanischen Institut, wo er zum Flugzeugkonstrukteur ausgebildet wurde. Anschließend arbeitete Schpitalny drei Jahre im wissenschaftlichen Zentrum des NAMI. 1930 entwickelte er zusammen mit I.A.Komaritzki das Maschinengewehr SchKAS, das ab 1934 an die Armee ausgeliefert wurde.
Von 1934 bis 1953 leitete er als Chefkonstrukteur ein spezielles Konstruktionsbüro, das sich mit der Entwicklung von Flugzeugwaffen beschäftigte. Dort entstand auch die vielgebaute Maschinenkanone SchWAK. 
1940 wurde er für die Entwicklung der SchKAS als Held der sozialistischen Arbeit geehrt und zum Doktor der Technischen Wissenschaften, 1949 zum Professor ernannt. Ab 1953 leitete er einen Lehrstuhl am Moskauer Institut für Geodäsie, Kartografie und Luftbildwesen.
Er wurde zweimal mit dem Leninpreis, dem Staatspreis (1941 und 1942) und weiteren Orden geehrt. Schpitalny ist Autor von etwa 60 Abhandlungen über seine Fachgebiete. 